# Катарина Гатилузио
Катарина Гатилузио (умрла августа 1442. године) била је друга жена цара Константина XI, последњег византијског цара, док је он још био деспот Мореје.
Била је ћерка господара Дорина I од Лезбоса и Оријете Дорије. Године 1440. Катарина је била верена за деспота Константина Палеолога. Хроника Георгија Сфранцеса бележи самог аутора како је 6. децембра 1440. године, стигао на острво Лезбос да преговара за Катаринину руку.
Следеће године деспот Константин је пловио за Лезбос са Георгијем Сфранцесом и Луком Нотарасом, у августу се венчао у Митилени, а затим је следеће године деспот Константин отпловио у Мореју да поново преузме своје дужности. Међутим, брак је трајао око годину дана: деспот Константин се, враћајући се у Цариград јула 1442. године, зауставио у Митилени да покупи жену и кренуо на Лемнос где га је ухватила, како Георгије Сфранцес описује, „цела турска флота“. Иако је турска флота отишла после неколико дана, деспина Катарина се разболела и тог августа доживела побачај. Умрла је недуго затим у Палаиокастрону на Лемносу. Цар Константин XI Палеолог Драгаш се никада није поново оженио.